# Конякін Олександр Федорович
Олекса́ндр Фе́дорович Коня́кін (28 серпня 1915, Грушківка — †9 березня 1944) — радянський офіцер, капітан Червоної Армії українського походження, Герой Радянського Союзу.

## Біографія

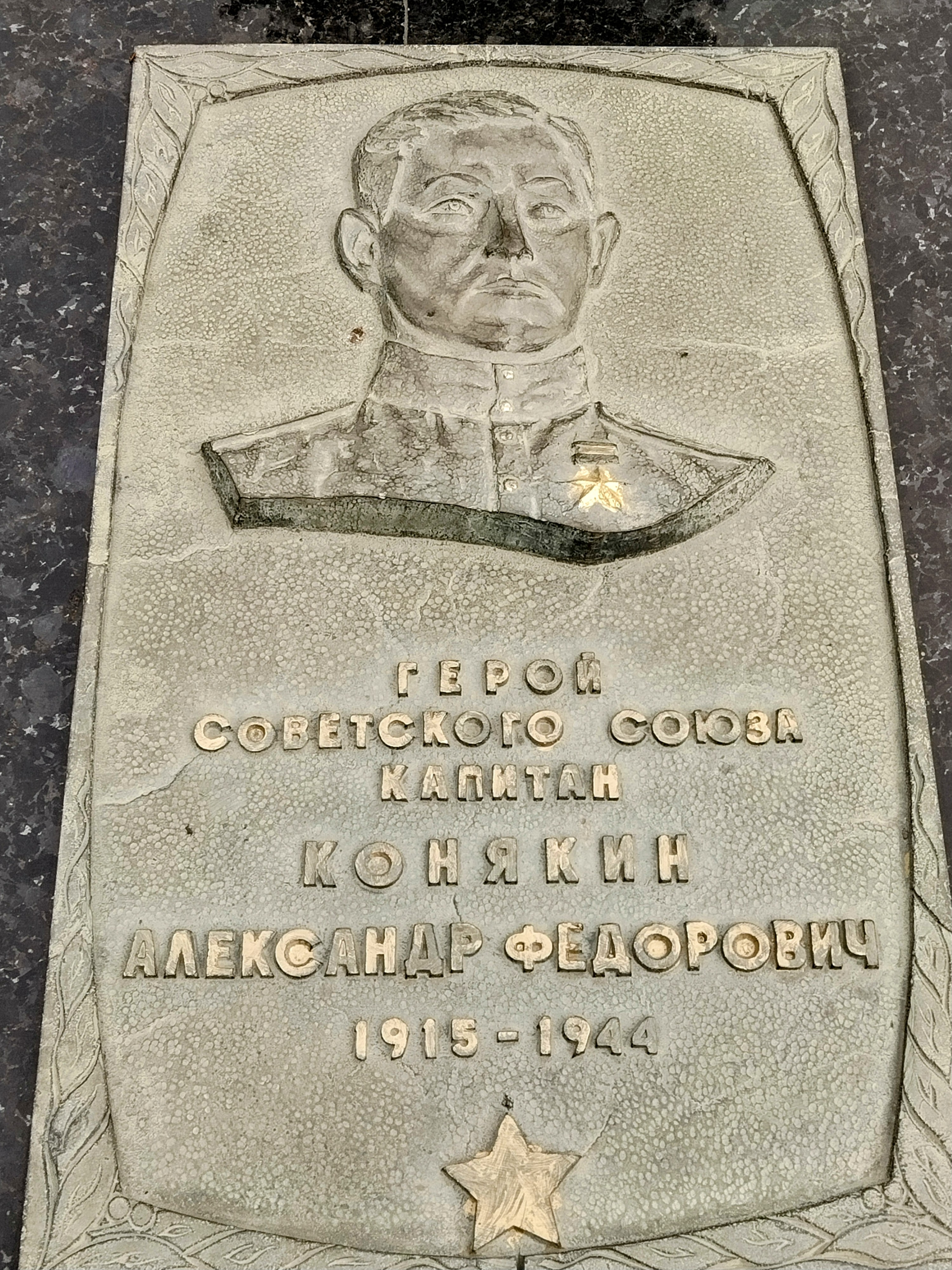
Надгробок Олександру Конякіну на Меморіалі Вічної Слави у Луцьку

Народився у 1915 році в селі Грушківці (нині Кам'янського району Черкаської області) в родині робітника. Українець. В 1936 році закінчив технікум харчової промисловості в місті Смілі Черкаської області. Працював на цукровому заводі в селищі Красній Ярузі.
В Червоній армії з 1939 року. Закінчив курси молодших лейтенантів. На фронтах Великої Вітчизняної Війни з 1942 року.  Член ВКП(б) з 1943 року. Приймав участь к боях на Калінінському, Сталінградському, Центральному, 1-му Українському фронтах. Приймав участь в Сталінградській і Курській битвах, Битві за Дніпро.
Командир батальйону 271-го стрілецького полку 181-ї стрілецької дивізії 13-ї армії 1-го Українського фронту капітан Конякін відрізнився в боях за плацдарм на лівому березі річки Стиру. 22 лютого 1944 його року його батальйон відбив 12 фашистських контратак противника и знищив близько 600 солдатів та офіцерів противника.
9 березня 1944 року батальйон Конякіна оволодів шосейною дорогою Ковель—Луцьк у селі Сирниках. Командир батальйону завжди йшов попереду, долучаючи солдатів особистим прикладом в бою. В жорстокій сутичці батальйон знищив 350 ворожих солдатів та офіцерів, змусив ворога втікати. В цьому бою був поранений і 9 березня 1944 року помер від ран. Похований на меморіальному комплексі Вічної слави в місті Луцьку. 

## Нагороди
Указом Президії Верховної Ради СРСР від 25 серпня 1944 року за мужність, відвагу та героїзм, проявлені в боротьбі з німецько-фашистськими загарбниками, капітану Конякіну Олександру Федоровичу посмертно присвоєно звання Героя Радянського Союзу. Нагороджений орденами Леніна, Вітчизняної війни 2-го ступеня.

## Вшанування пам'яті
В сквері біля школи селища міського типу Красної Яруги встановлений бюст Героя та названа вулиця на його честь. Його ім'ям названа вулиця в Луцьку, на якій встановлена анотаційна дошка.
У селі Сирники названа вулиця на його честь.
У селі Грушківка названа вулиця на його честь.